# Српска православна црква Св. Николе у Остојићеву
Српска православна црква Светог Николе у месту Остојићеву, општина Чока, саграђена је у првој половини 19. века. Градња је започета 1818. године, а коначно је завршена 1833. године. Занимљиво је да се ова црква сада налази у средини раскрснице са кружним током саобраћаја.

## Историјат цркве
У селу је и пре него што је ова црква изграђена постојала црква, такође посвећена светом Николи. Мађарски историчар др Шаму Боровски сматра да је по храму светом Николи село и добило првобитни назив - Сент Миклош. 1818. године, црквена општина је донела одлуку да се сазида нова црква. Градња је поверена зидару из Сегедина, Фридриху Шверцу, који је цркву озидао за нешто више од четири године. Преостали радови завршени су 1833. Сав столарски посао обавио је Димитрије Томић. За извођење дрворезбарских радова било је потребни читавих 9 година (1847—1856). 1905. године црква је први пут реновирана. Тада је постављена и гвоздена ограда око порте. Током Првог светског рата са цркве су скинута звона, да би поново набављена 1926. године. Унутрашњост цркве реновирана је 1938. године. Тада су позлаћени крст и јабука на торњу. Јак ураган срушио је 1958. године капу звоника. Изграђена је нова, једноставнија. Тек 1986. црква добија нову барокну капу, налик првобитној.

## Изглед цркве
Црква је изграђена у два стила: барокном и неоренесансном. Торањ цркве изграђен је у барокном стилу, док је забат неоренесасни. Првобитно је у цркву постављен иконостас пренет из храма који се налазио на истом месту. Нови иконостас израдила су браћа Михајло и Лазар Јанић, познати вајари тог доба. Осликавање унутрашњости поверено је сликару Николи Алексићу, који је радио на осликавању до 1872. године. Његов син, Душан Алексић, довршио је осликавање наредне године, након очеве смрти. На торњу зграде, са све четири стране, исцртан је часовник који показује 11.55 (пет до дванаест).

### Тематски садржај иконостаса
Иконе које се налазе у соклу: Свети Никола спасава бродоломнике, Сусрет мајки, Христос и Самарјанка и Рођење Јована Крститеља. Престоне иконе: Свети Никола, Богородица, Исус Христос и Свети Јован. Икона Арханђела Михајла је на северним, Арханђела Рафајла на јужним, док су царске двери осликане Благовестима, Богородицом и иконом Арханђела Михајла. У цркви, на северном зиду од олтара ка припрати се налази слика на којој је приказано крунисање цара Душана. У четвртом травеју насликане су епизоде косовског боја Милош Обилић убија Мурата, док су лево и десно сцене борбе Топлице Милана и Косанчић Ивана.